# مسابقات ورزش‌های آبی اروپا ۱۹۷۰
مسابقات ورزش‌های آبی اروپا ۱۹۷۰ از ‍۵ تا ۱۵ سپتامبر ۱۹۷۰ در شهر بارسلون، اسپانیا برگزار شده است.

## جدول مدال‌ها
میزبان 
| رتبه  | کشور               | طلا | نقره | برنز | مجموع |
| ۱     | آلمان شرقی         | ۱۶  | ۹    | ۹    | ۳۴    |
| ۲     | اتحاد جماهیر شوروی | ۶   | ۴    | ۸    | ۱۸    |
| ۳     | آلمان غربی         | ۴   | ۶    | ۴    | ۱۴    |
| ۴     | سوئد               | ۳   | ۲    | ۲    | ۷     |
| ۵     | مجارستان           | ۲   | ۳    | ۰    | ۵     |
| ۶     | ایتالیا            | ۱   | ۲    | ۲    | ۵     |
| ۷     | فرانسه             | ۱   | ۲    | ۰    | ۳     |
| ۸     | چکسلواکی           | ۱   | ۰    | ۰    | ۱     |
| ۹     | یوگسلاوی           | ۰   | ۳    | ۱    | ۴     |
| ۱۰    | اسپانیا            | ۰   | ۲    | ۲    | ۴     |
| ۱۱    | هلند               | ۰   | ۱    | ۲    | ۳     |
| ۱۲    | بریتانیای کبیر     | ۰   | ۰    | ۴    | ۴     |
| مجموع | مجموع              | ۳۴  | ۳۴   | ۳۴   | ۱۰۲   |